# Omyomymar breve
Omyomymar breve is een vliesvleugelig insect uit de familie Mymaridae. De wetenschappelijke naam is voor het eerst geldig gepubliceerd in 1996 door Lin & Chiappini.